# Р̆
Cette page contient des caractères spéciaux ou non latins. S’ils s’affichent mal (▯, ?, etc.), consultez la page d’aide Unicode.
Р̆ (minuscule : р̆), appelé er brève, est une lettre additionnelle de l’alphabet cyrillique utilisée dans l’orthographe du nivkh. Elle est composée de l’er ‹ Р › diacrité d’une brève.

## Utilisations
Dans l’orthographe du nivkhe, le er brève р̆ est parfois utilisé comme variante du er caron ‹ р̌ ›. Par exemple dans le journal Нивх диф ou dans le dictionnaire nivkhe-russe de Vladimir Sangui publié en 2024.
En romani, la lettre er brève ‹ р̆ › a notamment été utilisée dans l’orthographe d’Angel Atanasakiev dans la traduction en romani kalajdži de l’Évangile selon Matthieu pubiée en 1932 et de l’Évangile selon Jean en 1937.
La romanisation du cyrillique ALA-LC du romani de Bulgarie translittère le er brève ‹ р̆ › avec la lettre latine r cédille ‹ ŗ ›.

## Représentation informatique
L’er brève peut être représenté avec les caractères Unicode suivants :
- décomposé (cyrillique, diacritiques) :

| formes    | représentations | chaînes de caractères | points de code | descriptions                                     |
| --------- | --------------- | --------------------- | -------------- | ------------------------------------------------ |
| capitale  | Р̆               | Р◌̆                    | U+0420 U+0306  | lettre majuscule cyrillique er diacritique brève |
| minuscule | р̆               | р◌̆                    | U+0440 U+0306  | lettre minuscule cyrillique er diacritique brève |